# ファルマーン

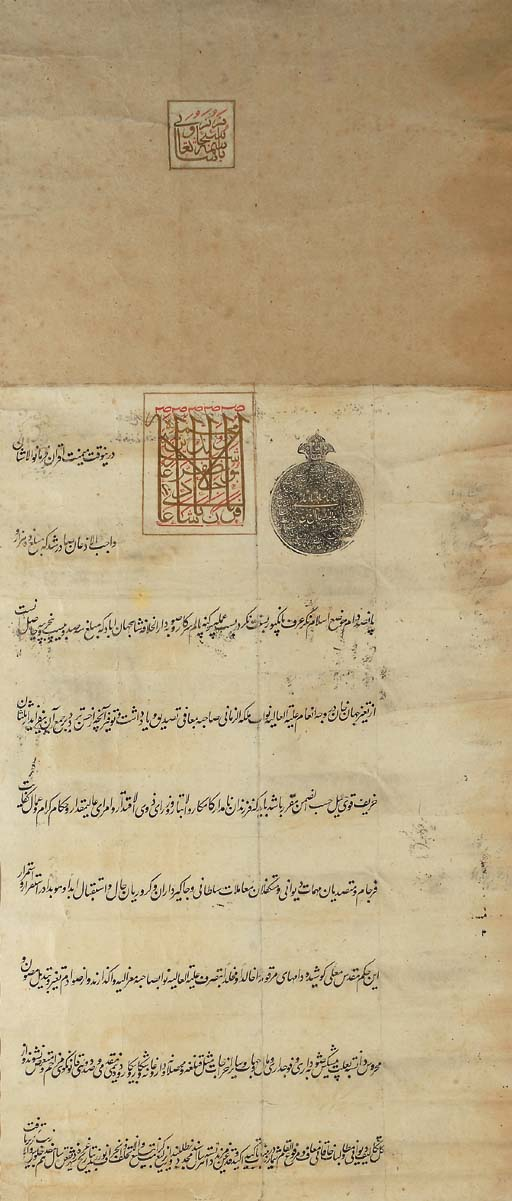
ムガル帝国の皇帝シャー・アーラム2世のファルマーン（1766年）

ファルマーン（ペルシア語：فرمان, Farmân）とは、イスラーム王朝における勅令や命令、およびその書類である勅書や勅状を意味するペルシア語。トルコ方面では、フィルマーン（firmân）あるいはフェルマーン（fermân）とも呼ばれる。
おもにトルコのオスマン帝国、インドのムガル帝国、イランのカージャール朝、パフレヴィー朝などにおいて、シャーあるいはスルターンないしその代行者が発していた。
18世紀、ムガル帝国の広大な領土が分裂状態となり、各地に地方政権が樹立された際には、それらの正当性が帝国からのファルマーンで証明されることもあった。

## ギャラリー
- オスマン帝国の皇帝メフメト2世とバヤズィト2世のファルマーン
- カージャール朝の君主ファトフ・アリー・シャーのファルマーン（1831年1月）